# All Things Set Aside
All Things Set Aside è il primo album in studio del gruppo musicale statunitense Veil of Maya, pubblicato nel 2006.

## Tracce
Testi e musiche di Adam Clemans, Marc Okubo, Kris Higler e Sammy Applebaum, eccetto dove indicato.
1. The Uprising (The First Uprising; instrumental) – 1:33
2. Entry Level Exit Wounds – 2:53
3. Your World of Lies – 6:05
4. Mark My Words – 3:04
5. All Things Set Aside – 3:05
6. Indefinite Bloodlust – 3:47
7. Sever the Voices – 4:52
8. Black Funeral March – 4:40
9. The Session (hidden track) – 3:26 (Vigor Lynx, Getatem, Mike J, MO, DJ Robert)

## Formazione
- Adam Clemans – voce
- Marc Okubo – chitarra
- Sammy Applebaum – batteria
- Kris Higler – basso